# WiMAX
WiMAX (angleško Worldwide Interoperability for Microwave Access) je telekomunikacijska tehnologija, namenjena brezžičnemu širikopasovnemu prenosu podatkov. V primerjavi z zdajšnjo širokopasovno brezžično tehnologijo WiFi je WiMAX namenjen večjemu številu uporabnikov in ponuja višje hitrosti na daljših razdaljah. 
Akronim WiMAX so določili pri WiMAX Forum. V tej družbi deluje več kot 420 podjetij, ki se ukvarjajo z razvojem, spremljanjem, promocijo in testiranjem sistemov, ki delujejo preko standarda IEEE 802.16, poznanim tudi pod imenom WirelessMAN (angleško Wireless Metropolitan Area Network). WiMAX Forum je bil ustanovljen junija 2001.

## Tehnične lastnosti
WiMAX omogoča brezžično širokopasovno prenašanje podatkov. Od ostale podobne tehnologije se razlikuje v tem, da lahko deluje na  veliko različnih teritorijih (od mestnih središč do kmetij).
Ta tehnologija omogoča hitrost prenašanja podatkov kar do 70 Mbit/s. Tak sistem bi lahko naenkrat povezoval na internet 40 podjetij, ki so sedaj recimo povezana na internet preko T2 ali 70 stanovanjskih hiš s povezavo ADSL 1 Mbit/s.
Pričakovan domet ene postaje WiMAX je do 50 km, vendar so testi pokazali, da je lahko ta razdalja manjša. Fundacija Ugo Bordoni je izvedla raziskave v Italiji med letoma 2005 in 2006. Ugotovili so, da na frekvenci 3,5 GHz in glede na vidljivost, se domet spreminja. Opomniti je treba, da so bili testi narejeni pod omejitvijo oddajanja EIRP (Equivalent Isotropically Radiated Power) na 36 dBm ozziroma 4 Watt. 
V prihodnje želijo to tehnologijo razširiti na prenosne računalnike in dlančnike.
Nekaj konkurenčnih lastnosti tehnologije WiMAX:
- fleksibilnost
- varnost: WiMAX uporablja najnovjšo tehnologijo šifriranja, ki varuje pred vdori.
- namestitev: WiMAX ne zahteva posebne opreme. Dovolj je le antena.
- WiMAX je neodvisen standard.
- mobilnost: hvala standardu 802.16e WiMAX omogoča povezavo tudi pri 160km/h.
- cena / pokritost
- je alternativa tehnologiji xDSL.
- možnost povezave preko mobitelov in dlančnikov.

## Elementi WiMAXa
Osnovno konfiguracijo mreže WiMAX sestavljajo različni elementi. To so Base Station (BS), Subscriber Station (SS), Terminal Equipment (TE), RS (Repeater station). Mobilno mrežo pa sestavljajo še ASN GW (Access Service Network Gateway), HA (Home Agent Mobile IP), AAA server .
Base Station (osnovna postaja) sprejema, ojača in pošlje signale naprej.
Terminal Equipment je terminal, preko katerega se uporabnik poveže v mrežo (npr. PC). 
ASN GW je naprava, na katero je povezanih več osnovnih postaj. 
Home Agent Mobile IP Mobile IP omogoča spreminjanje IP naslovov in povezuje med seboj več ASN GW naprav.
AAA omogoča uporabnikom, da se povežejo v mrežo preko uporabniškega imena in gesla.

## WiMAX v primerjavi z Wi-Fi in WLAN IEEE 802.11
WiMAX, v primerjavi z Wi-Fi, je boljši predvsem v dveh lastnostih: to so hitrost prenosa podatkov in zelo velika pokritost s signalom (frekvence oddajnika lahko dosežejo tudi do 50km daleč). Ni pa rečeno, da mora WiMAX motiti signal WiFi, ker mreže IEEE 802.16 uporabljajo isti protokol LCC (Logical link control), standardiziran kot IEEE 802.2, lahko so povezane v mreže WLAN IEEE 802.11 in služi za podobna usmerjanja. Wi-Fi je standardiziran za uporabo v gospodinjstvu oz. manjših podjetjih - za uporabo v notranjih prostorih. V nasprotju pa WiMAX deluje na dolge relacije, ki dosegajo tudi do 50 kilometrov daleč.
		WiMAX je sistem z velikim dosegom, pokrije površine več kilometrov daleč. Uporablja licenčno povezavo na internet iz enega ISP do končnega porabnika/klienta. Različni standardi 802.16 ponujajo različne tipe povezave - mobilne (podobno tisti, ki jo uporabljajo mobilni telefoni) ali fiksne (povezava preko kabla).
		Wi-Fi pa je sistem s kratkim dometom (v praksi do par sto metrov, brez neposrednih ovir), ki uporablja povezavo brez licence, za dostop do lokalnega omrežja. Lokalna mreža je povezana z internetom in tako ima uporabnik dostop do globalne mreže – interneta.
Za lažjo uporabo in z majhnimi stroški Wi-Fi omrežja, je uporabljen večinoma za povezavo z internetom v sobah ali v enem nadstropju. To predstavlja realno mero njegove sposobnosti za ponujanje mobilnega interneta. Primerjava med Wi-Fi in WiMAX, je podobna kot primerjava med GSM in DECT. Prvi se uporablja za ponujanje servisa mobilnih telefonov, DECT pa je uporabljen od uporabnikov za razširitev ponujenega servisa po celi hiši. 

## WiMAX Forum
WiMAX Forum je bistven za WiMAX in je zanj to kar je bila Wi-Fi Alliance za Wi-Fi. To pomeni skupino podjetij, ki sodelujejo, da bi usposobile mreže, ki bodo kompatibilne in uporabne po vsem svetu. Formalno je to konzorcij podjetij (začetno jih je bilo 67, zdaj jih je več kot 100) za projektiranje parametrov in standardov te tehnologije študiranja in poizkušanja projektiranih sistemov. Proizvodi s certifikatom dobijo znak »WiMAX Forum Certifed« nekateri prodajalci potrjujejo da so produkti »WiMAX-ready«, »WiMAX-compliant« ali »pre-WiMAX«, kadar niso uradno »WiMAX Forum Certifed«.

## WiMAX Spectrum Owners Alliance - WiSOA
WiSOA je prva globalna organizacija, ustanovljena za imetnike WiMAX. WiSOA je aktiven v prizadevanju pravil, komercializacije in implementacije sistema WiMAX v frekvencah od 2,3 do 2,5 GHz in frekvencah od 3,4 do 3,5 GHz.